# Tengku Tinggi
Tengku Tinggi is een bestuurslaag in het regentschap Aceh Tamiang van de provincie Atjeh, Indonesië. Tengku Tinggi telt 526 inwoners (volkstelling 2010).